# Templul Meseriașilor din Galați
Templul Meseriașilor din Galați sau Templul Societății meseriașilor israeliți este o sinagogă din Galați, România, vreme de zeci de ani - templu coral evreiesc, ultimul lăcaș evreiesc de cult rămas activ în acest oraș. Este o clădire impozantă, amplasată într-o curte, pe strada Dornei 7-11.

## Istoric

### Clădirea inițială
La început Societatea meseriașilor israeliți din Galați a închiriat în anul 1876 un loc pentru o sinagogă care să o deservească. În 1889 sub conducerea unui comitet de șapte membri, a achiziționat un teren în centrul orașului, pe strada Rosetti nr. 9, nu departe de Strada Domnească, în schimbul unei sume 8.100 lei. La 22 septembrie 1890 a fost finalizat planul pentru construirea sinagogii, iar la 22 februarie 1892 a fost ales un comitet însărcinat cu execuția lucrărilor, din care au făcut parte Haim Kornberg, M. Șapira și Simon Kohn. La 3 mai (de sărbătoarea Lag Baomer) s-a pus piatra de temelie, iar la 9 mai au început lucrările. În aceeași zi s-a decis și cumpărarea cu 1.140 lei a unui teren de alături in scopul lărgirii curții sinagogii. La 25 august 1893 au fost plasate jețurile, iar apoi în noiembrie a fost instalat altarul.  
La 31 iunie 1895 au fost angajați cantorul și corul, iar la 11 august 1896 sinagoga a fost deschisă oficial în prezența unui public larg. O parte din lucrările de construcție au fost realizate de meseriașii evrei în mod benevol.

### Reconstrucția
Odată cu creșterea numerică a credincioșilor locul a necesitat ample lucrări de reabilitare. Proiectul de reconstrucție a fost inițiat în anul 1925 sub conducerea lui Jean Steuerman, președintele comitetului de construcție, și Jean Kaufman, președintele Societății meseriașilor israeliți. La 19 iunie 1927 s-a pus piatra de temelie a noii clădiri în locul celei precedente. Enoriașii au răspuns apelului conducerii și au adunat 520.695 lei 
în folosul proiectului. (230.578 lei donații, iar restul împrumuturi)
Intreg proiectul a costat 2 420 927 lei și el a fost terminat în august 1929. Noua clădire a cuprins 250 locuri.

### Noua restaurare

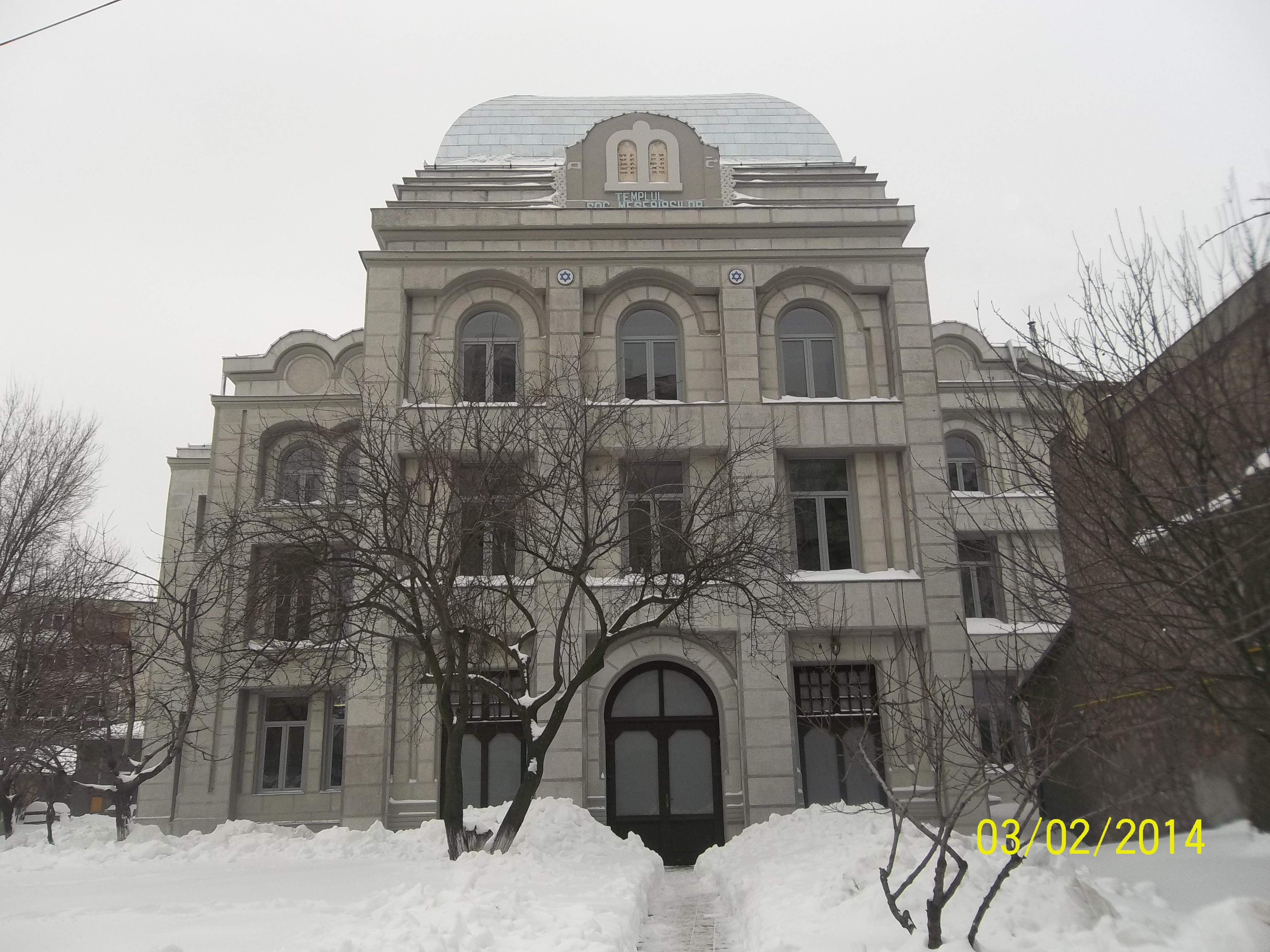
Templul Meseriașilor din Galați, iarna, după restaurarea din 2014

În urma evenimentelor din cel de-al Doilea Război Mondial și mai ales a instaurării regimului comunist care a dominat România în anii 1947-1989, populația evreiască a Galațiului s-a micșorat prin emigrarea în Israel. În anii 2004-2009 sinagoga a ajuns într-o stare de degradare. Cu ajutorul unor donații din străinătate, a organizației Joint și a fundației Caritatea, sinagoga, care în trecut rezistase cutremurelor de pământ și bombardamentelor aeriene, a beneficiat de reparațiile capitale necesare, vreme de patru ani. Ea a fost redeschisă în anul 2014 în prezența primarului Marius Stan, a conducătorilor Federației Comunităților Evreiești, a președintelui micii comunității evreiești locale, inginerul Sorin Blumer, a rabinilor Menachem Hacohen și Rafael Schafer, a cantorilor Iosif Adler și Ceaușu (acesta din urmă din Galați) și a altor oficialități.

## Arhitectura
Templul este o clădire largă și înaltă, situată într-o curte, retrasă mult de la alinierea strazii, aduce cu o clădire publică administrativă, asemănătoare cu numeroase clădiri construite în România în perioada interbelică  cu trei niveluri de înălțimi putin diferențiate.
El cuprinde o navă centrală, largă, supraînălțată boltit, și două nave laterale, dublu etajate, cu galerii sprijinite pe stâlpi și plafoane. În centru se afla bima, iar chivotul frontal, la peretele de est. Interiorul este decorat pe toate suprafețele, inclusiv pe plafoane, și foarte abundent pe peretele aferent chivotului, cu decorații în stil baroc, teatral, în culori deschise, picturi murale de așezari biblice etc.
Mobilierul, dispus liniar, a fost executat cu migală, din lemn masiv, și dispus liniar. Balustradele sunt din lemn profilat, cele de la bima sunt decorate cu reținere, cu steaua lui David, iar cele care limitează accesul la chivot, sunt simple.